# Gagea haeckelii
Gagea haeckelii är en liljeväxtart som beskrevs av Dufft et M.Schulze. Gagea haeckelii ingår i Vårlökssläktet och i familjen liljeväxter. Inga underarter finns listade.